# Гольденберг, Марк Аронович
Марк Аро́нович Гольденбе́рг (6 октября 1897 — 23 марта 1964, Новосибирск) — советский психиатр, доктор медицинских наук, профессор, член Академии наук Украинской ССР. Один из основоположников экспериментального направления в советской психиатрии. Разрабатывал проблему инфекционных и интоксикационных психозов.

## Биография
Марк Аронович Гольденберг родился 6 октября 1897 года.
В 1926 году окончил Харьковский государственный медицинский институт.
С 1928 по 1930 г.г. М. А. Гольденберг заведовал кафедрой психиатрии Второго Харьковского медицинского института. С 1942 по 1944 г.г. заведовал  кафедрой психиатрии Киргизского медицинского института. С 1946 по 1951 г.г. был заведующим кафедры психиатрии Горьковского медицинского  института. С 1951 по 1955 г.г. М. А. Гольденберг работал заведующим отделением Полтавской психиатрической больницы. С 1956 года до самой смерти заведовал кафедрой психиатрии Новосибирского медицинского института.
Скончался 23 марта 1964 года. Похоронен на Заельцовском кладбище Новосибирска.

## Научная деятельность
М. А. Гольденберг развивал экспериментальное направление в психиатрии – создание моделей психозов на животных, воспроизведение в эксперименте психотических симптомов. Разрабатывал проблему инфекционных и интоксикационных психозов.
В 1944 году М. А. Гольденберг произвёл операцию по методу лоботомии.
В 1947 году под руководством М. А. Гольденберга был проведен анализ клинического материала, отражающий изменения психики при проникающих ранениях головного мозга. Экзогенный аспект изучения психических расстройств явился базой для создания экспериментальной психиатрии с основами сравнительной психопатологии, получившими признание как в нашей стране, так и за рубежом. Известна монография М. А. Гольденберга об экзогенном типе реакций, представляющая практическую и теоретическую ценность и привнесшая вклад в проблему функциональных психозов, занимающих промежуточное положение между органическими и функциональными расстройствами.
М. А. Гольденберг был президентом Украинской психоневрологической академии, членом Академии наук Украинской ССР, редактором журнала «Советская психоневрология». Автор 64 научных работ и 1 монографии.

## Основные труды
- Гольденберг М. А. Психические расстройства при острых инфекциях и интоксикациях и учение об экзогенных типах реакций. — Харьков, 1941.
- Гольденберг М. А. Воспроизведение некоторых симптомов атропинового психоза у животных и его значение. — Новосибирск, 1957.
- Гольденберг М. А. Некоторые общие вопросы экспериментального акрихинового психоза у животных. — Новосибирск, 1961.
- Гольденберг М. А. О психических расстройствах при инфекционных болезнях // «Вопросы клинической и организационной психоневрологии». — Томск, 1961.
- Гольденберг М. А., Короленко Ц. П. Алкогольные психопатологические синдромы у животных в эксперименте // «Невропатология и психиатрия им. С. С. Корсакова», 1963, № 12.